# Templos de Dilwara
 Los templos de Dilwara se encuentran a unos 2½ kilómetros del monte Abu en Rajastán. Estos templos jainistas fueron construidos por Vimal Shah y diseñados por Vastupala, ministros jainistas de Dholka, entre los siglos XI y XIII y son famosos por su uso del mármol y las intrincadas tallas de mármol. Los cinco templos de mármol de Dilwara son un lugar sagrado de peregrinación de los jainistas. Algunos los consideran uno de los lugares de peregrinación jainistas más bellos del mundo. Los templos tienen una entrada opulenta, la simplicidad en la arquitectura refleja valores jainistas como la honestidad y la frugalidad. Los templos se encuentran en medio de una serie de colinas boscosas. Una pared alta rodea el complejo de los templos. 
Aunque el jainismo construyó muchos templos hermosos en otros lugares de Rajastán, se cree que los templos de Dilwara son el ejemplo más hermoso de perfección arquitectónica. El detalle ornamental que se extiende sobre los techos, puertas, pilares y paneles minuciosamente tallados es simplemente maravilloso.

## Cinco templos
Son cinco templos en total, cada uno con su propia identidad, nombrados por el nombre de la pequeña localidad en el que se encuentran. Son: 
- Vimal Vasahi, construido en 1031 y dedicado al primer tirthankara jainista, Shri Rishabhadev.
- Luna Vasahi, construido en 1230 y dedicado al 22.º tirthankara, Shri Neminatha.
- Pittalhar, dedicado al primer tirthankara, Shri Rishabhadev.
- Parshvanath, construido en 1458-1459 y dedicado al 23.º tirthankara, Shri Parshvanatha.
- Mahavir Swami, construido en 1582 y dedicado al último tirthankara, Sri Mahaviraswami.

De los cinco templos, los más famosos y grandes son los templos de Vimal Vasahi y de Luna Vasahi. 

### Templo Vimal Vasahi

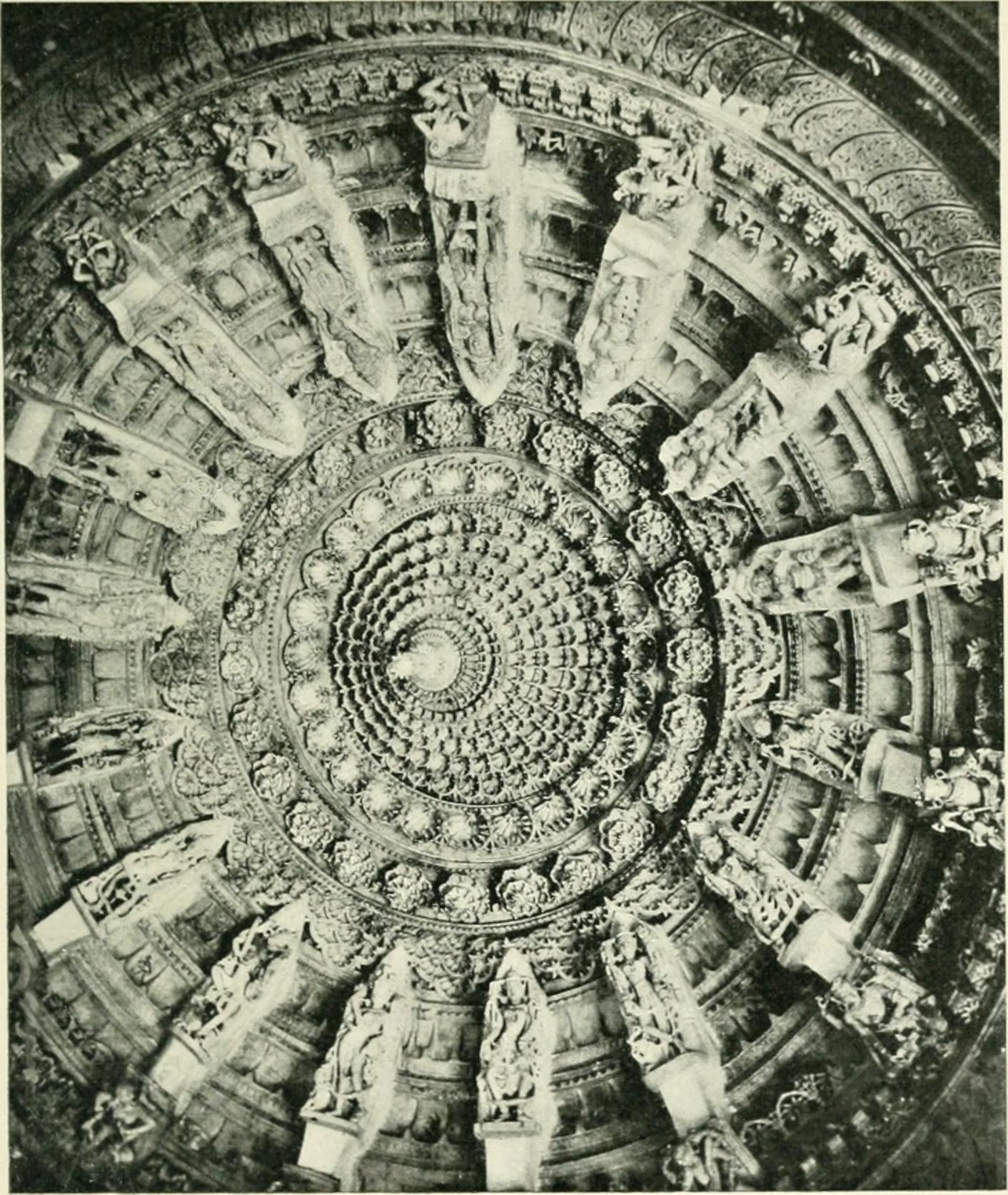
Techo del templo jainista

Este templo tallado completamente en mármol blanco fue construido en 1031 por Vimal Shah, un ministro de Bhima I, el rey chaulukya de Gujarat. El templo está dedicado al Señor Rishabha. El templo se encuentra en un patio abierto rodeado por un corredor, que tiene numerosas celdas que albergan ídolos más pequeños de los tirthankaras. Los corredores ricamente tallados, pilares, arcos y mandapas o pórticos del templo son simplemente increíbles. Los techos presentan diseños grabados de capullos de loto, pétalos, flores y escenas de la mitología jainista. 
El Navchowki es una colección de nueve techos rectangulares, cada uno con bellas tallas de diferentes diseños apoyados en pilares adornados. El mandap Gudh es un pasillo simple una vez que entras por su puerta muy decorada. Aquí está instalado el ídolo de Adi Nath o Lord Rishabdev, como también se le conoce. El mandap está destinado al Aarti a la deidad. 
El Hastishala (patio de elefantes) fue construido por Prithvipal, un descendiente de Vimalsha en 1147-1149 y presenta una hilera de esculturas de elefantes con los miembros de la familia montados en ellos.

### Luna Vasahi
El templo de Luna Vasahi está dedicado al Señor Neminath. Este magnífico templo fue construido en 1230 por dos hermanos Porwad, Vastupal y Tejpal, ambos ministros de un Virdhaval, el gobernante Vaghela de Gujarat. El templo construido en memoria de su difunto hermano Luna fue diseñado después del templo Vimal Vashi. La sala principal o Rang mandap presenta una cúpula central de la que cuelga un gran pingante ornamental con tallado elaborado. Dispuestos en una banda circular hay 72 figuras de tirthankaras en posición sentada y, justo bajo esa banda, hay 360 pequeñas figuras de monjes jainistas en otra banda circular. La celda Hathishala o elefante presenta 10 hermosos elefantes de mármol pulidos y modelados de manera realista. 
El Navchowki presenta algunos de los mejores trabajos de tallado de piedra de mármol del templo. Cada uno de los nueve techos aquí parece exceder a los demás en belleza y gracia. El mandap Gudh presenta un ídolo de mármol negro de la 22.ª Tirthankara Neminatha. El Kirthi Stambha es un gran pilar de piedra negra que se encuentra en el lado izquierdo del templo. El pilar fue construido por el maharana Kumbha del reino de Mewar. Los tres templos restantes de Dilwara son más pequeños pero tan elegantes como los otros dos. 

### Templo Pittalhar

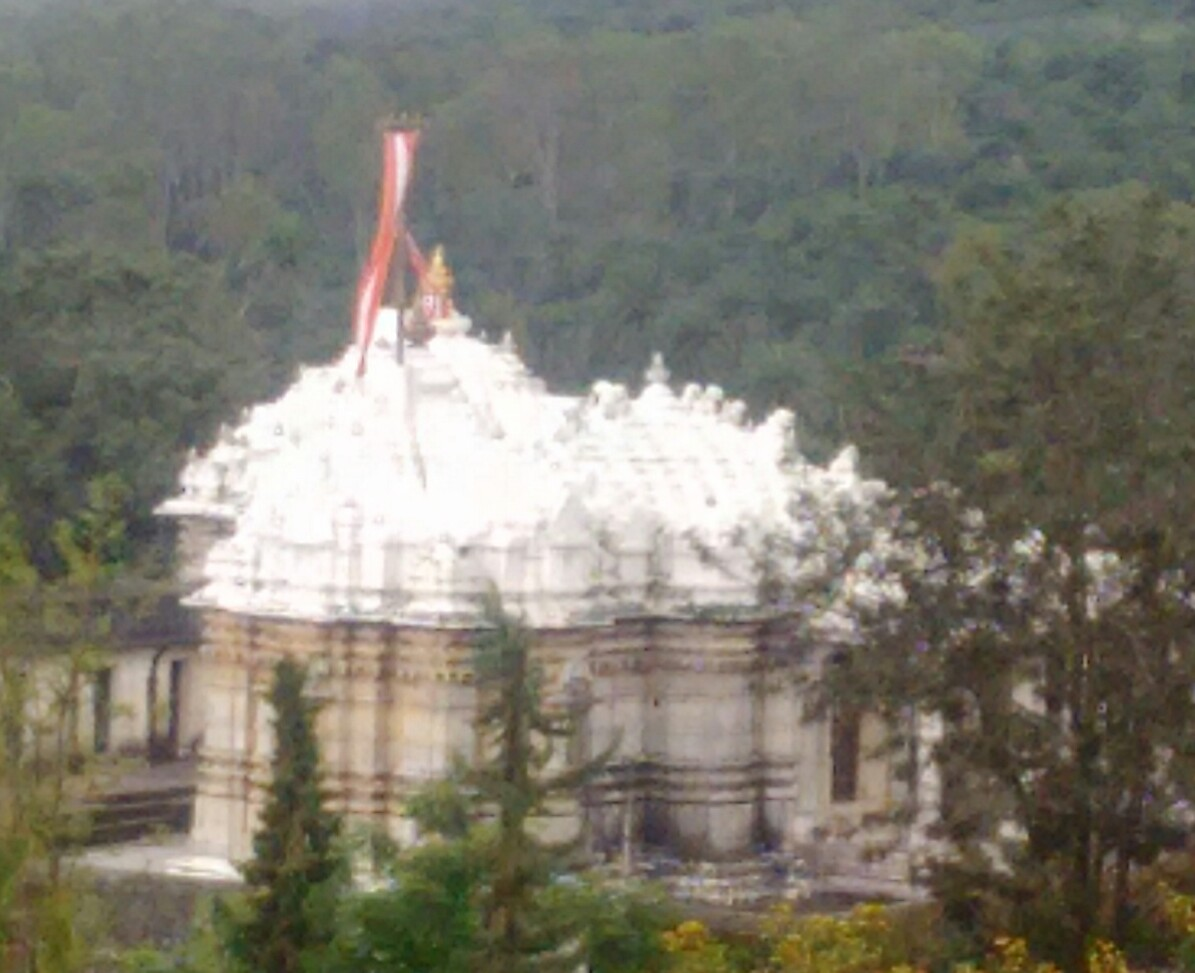
Templo Pittalhar

Este templo fue construido por Bhima Shah, un ministro del sultán Begada de Ahmedabad. En el templo está instalada una gran estatua de metal del primer Tirthankara, Rishabha Dev (Adinath), fundida en cinco metales. El metal principal utilizado en esta estatua es 'Pital' (latón), de ahí el nombre 'Pittalhar'. El santuario consiste en un Garbhagriha principal, Gudh mandap y Navchowki. Parece que la construcción de Rangmandap y del corredor quedaron sin terminar. El viejo ídolo mutilado fue reemplazado e instalado en 1468-1469 con un peso de 108 maunds (cuatro toneladas métricas) de acuerdo con la inscripción que existe en él. La imagen fue realizada por un artista 'Deta' y tiene 2,4 m alto y 1,7 m  de ancho. En el Gudh Mandap, por un lado, hay una gran escultura de mármol Panch-Tirthi de Adinath. En 1474 y 1490 se realizaron algunos santuarios (devakulika), antes de que se abandonara la construcción.

### Templo de Shri Parshvanatha

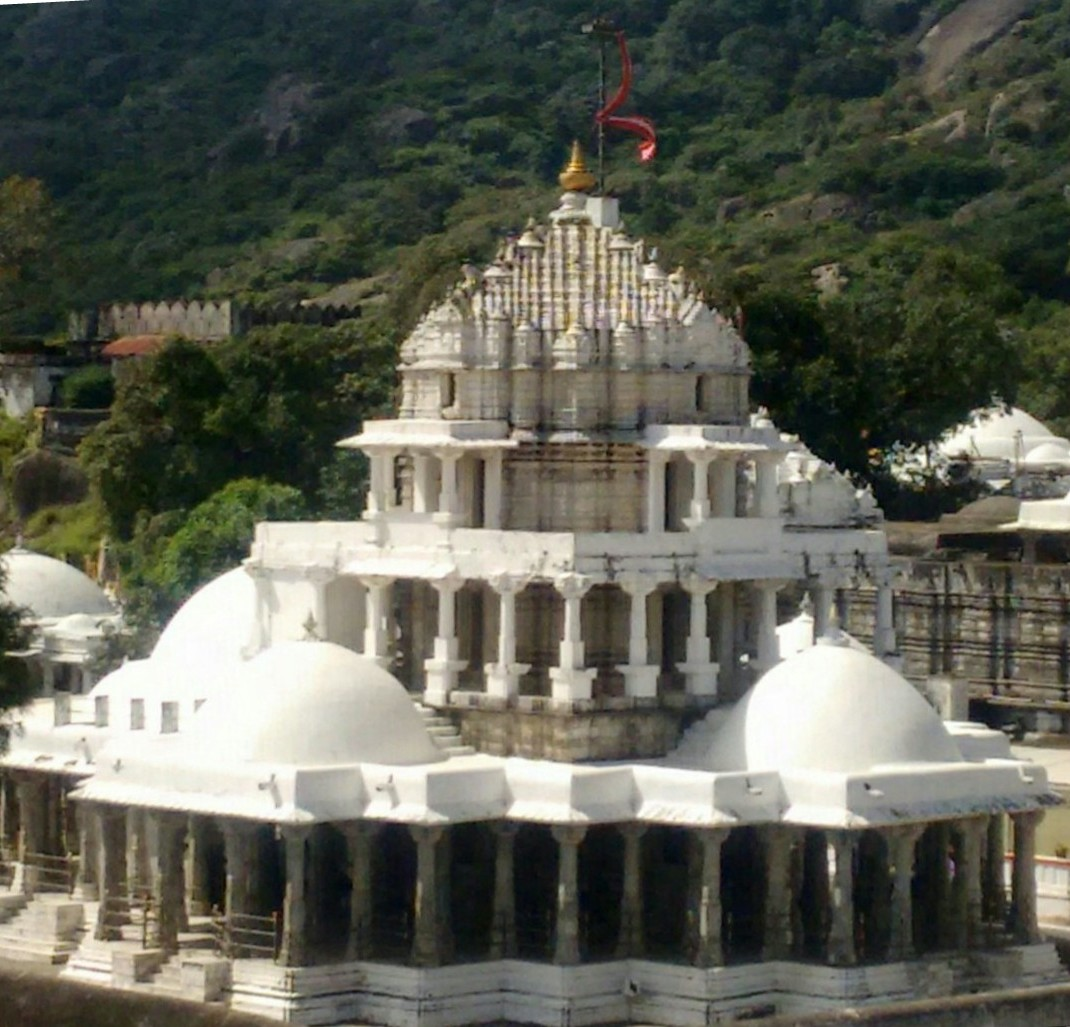
Templo Parshvanatha Chaumukha

Este templo, dedicado al señor Parshvanath, fue construido por Mandlik y su familia en 1458-1459. Consiste en un edificio de tres pisos, el más alto de todos los santuarios en Dilwara. En las cuatro caras del santuario en la planta baja hay cuatro grandes mandaps. Las paredes exteriores del santuario comprenden hermosas esculturas en piedra arenisca gris, que representan Dikpals, Vidhyadevis, Yakshinis, Shalabhanjikas y otras esculturas decorativas comparables a las de Khajuraho y Konark.

### Templo de Mahavir Swami
Es una pequeña edificación construida en 1582 y dedicada al Señor Mahavira. Siendo pequeño, es un templo maravilloso con tallas en sus paredes. En las paredes superiores del pórtico hay cuadros pintados en 1764 por los artistas de Sirohi.

### Jirnoddhar (reparaciones)
Los templos han sido reparados en varias ocasiones. Allauddin Khilji atacó y dañó los templos en 1311. En 1321, Bijag y Lalag de Mandore realizaron reparaciones en ellos. 
En 1906, Lallubhai Jaichand de Patan hizo reparar los templos bajo la supervisión de Yati Hemasagar. Anandji Kalyanji volvió a realizar grandes reparaciones durante 1950-1965 con el trabajo realizado por la empresa de Sompura Amritlal Mulshankar Trivedi. El mármol más viejo tiene una pátina amarilla, mientras que el mármol más nuevo es blanco. 
Los templos son administrados actualmente por Seth Kalyanji Paramanandji Pedi (que no debe confundirse con Seth Anandji Kalyanji Pedhi de Ahmedabad). Seth Kalyanji Paramanandji Pedi también dirige un Bhojanshala (comedor) cerca. 

## Instalaciones
Las instalaciones están disponibles para bañarse, lo cual es obligatorio antes de que se realice el ritual de la puja a los ídolos. Estas instalaciones utilizan energía solar pasiva para calentar el agua para bañarse. Los horarios de visitas guiadas para turistas se publican fuera del templo. 

## Galería

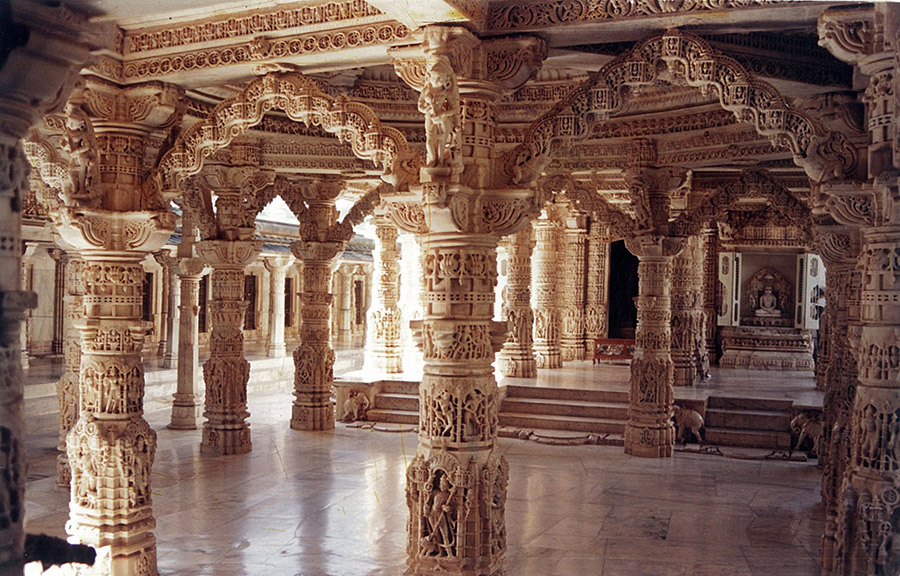
Interior del templo Luna Vasahi
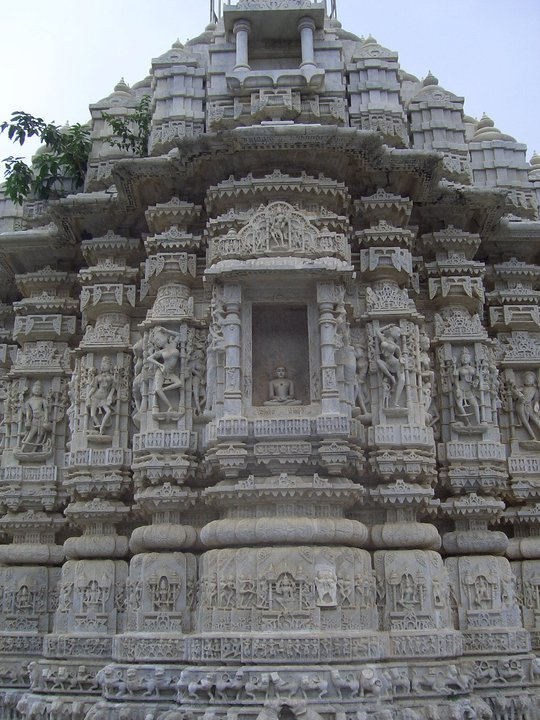
Jain Derasar, Mt.Abu
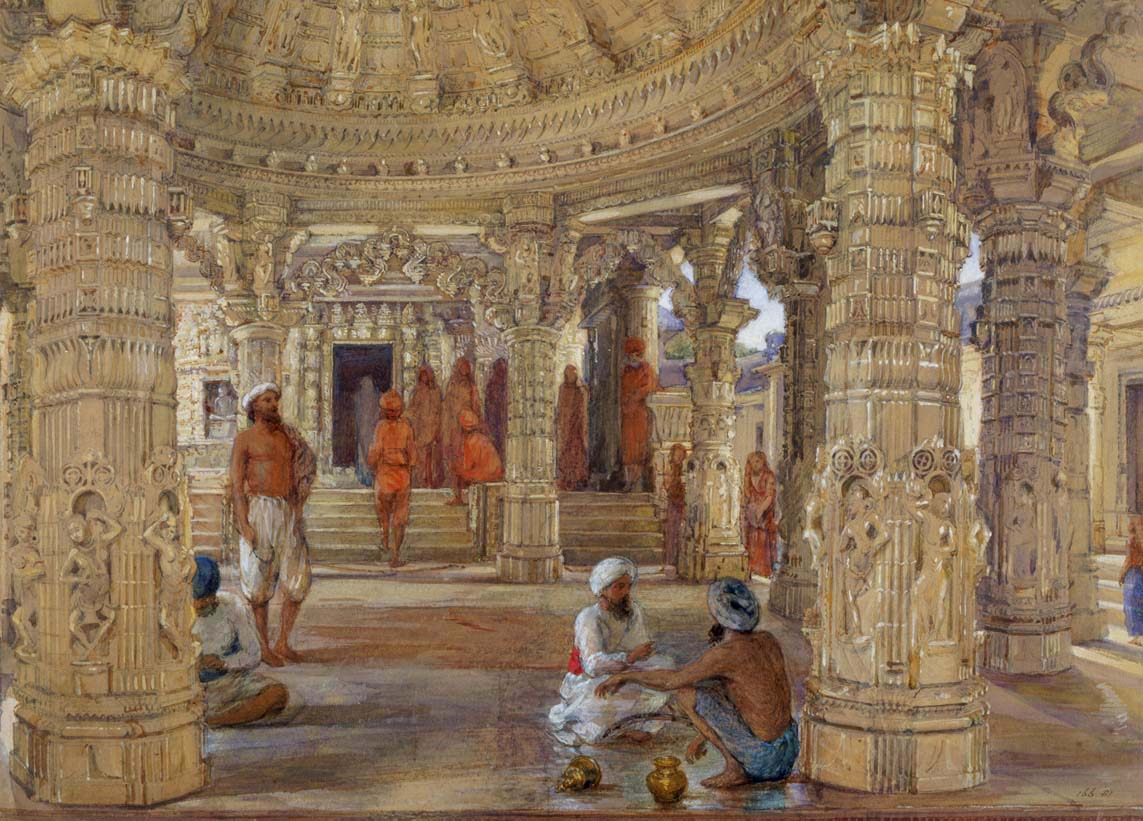
Interior del  Luna Vasahi o Templo Shri Neminath, Dilwara
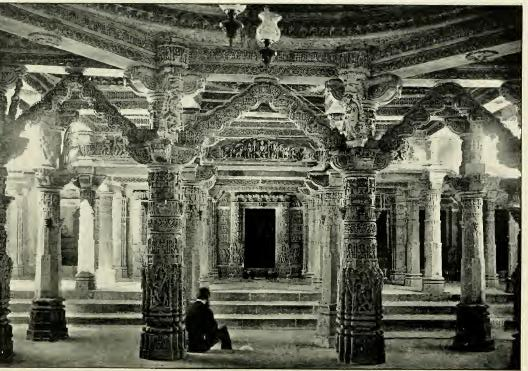
Salón interior del templo principal en el monte Abu en 1898
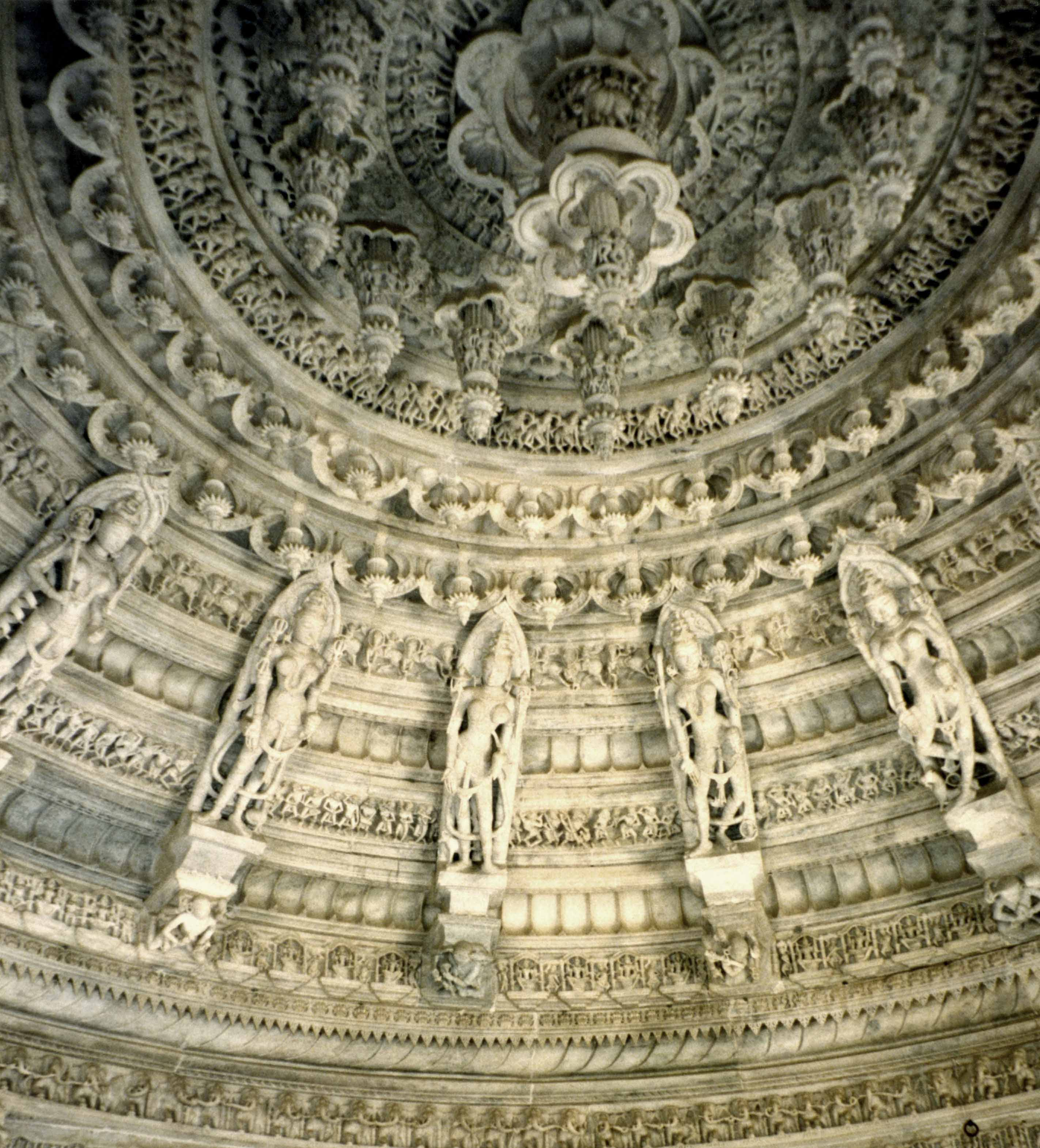
Templo Dilwara, techo abovedado, detalle
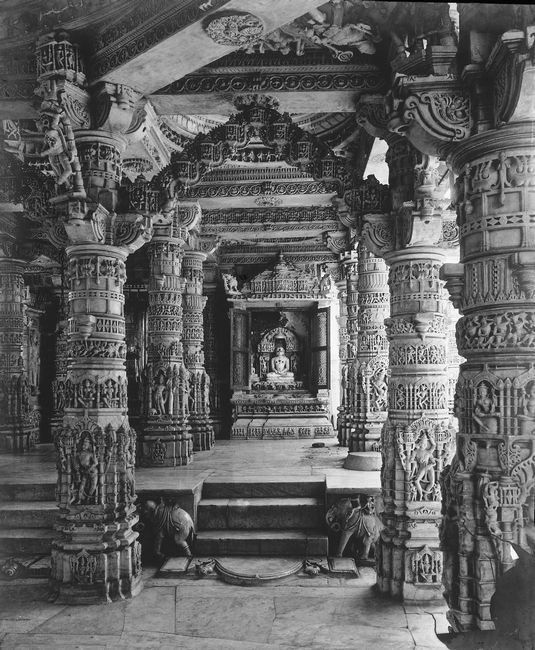
Dilwara en 1990
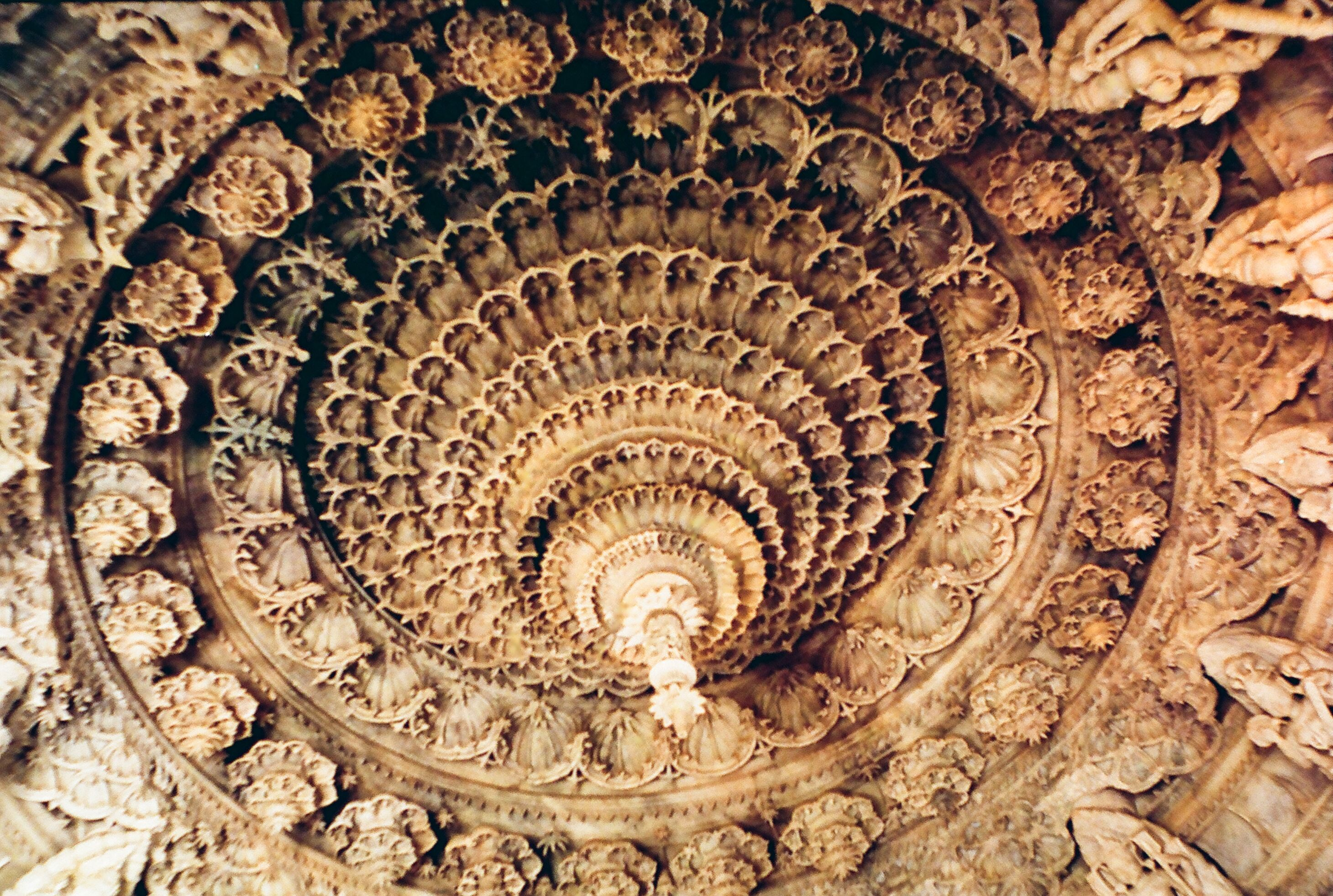
Detalle del techo del templo Dilwara
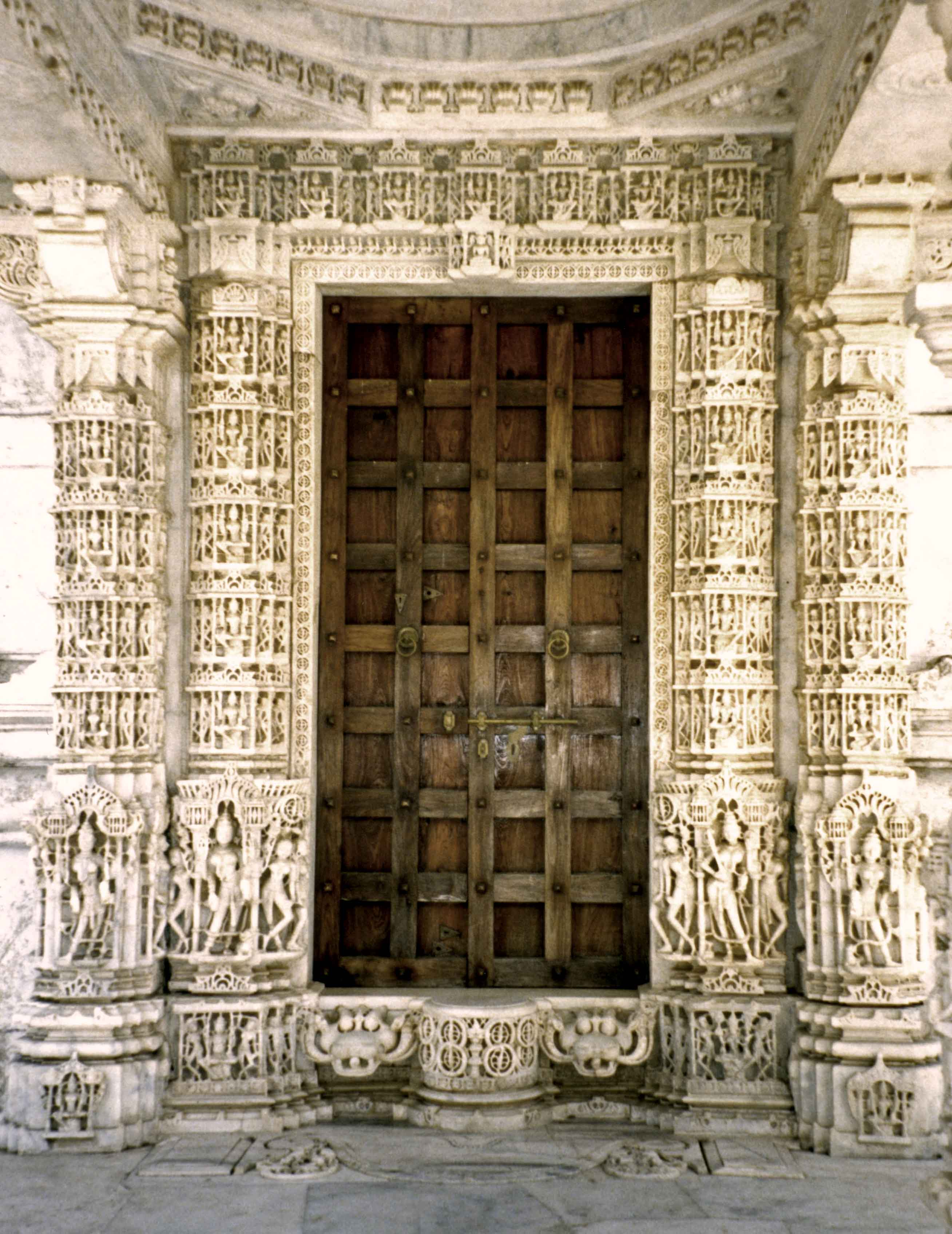
Detalle de puerta
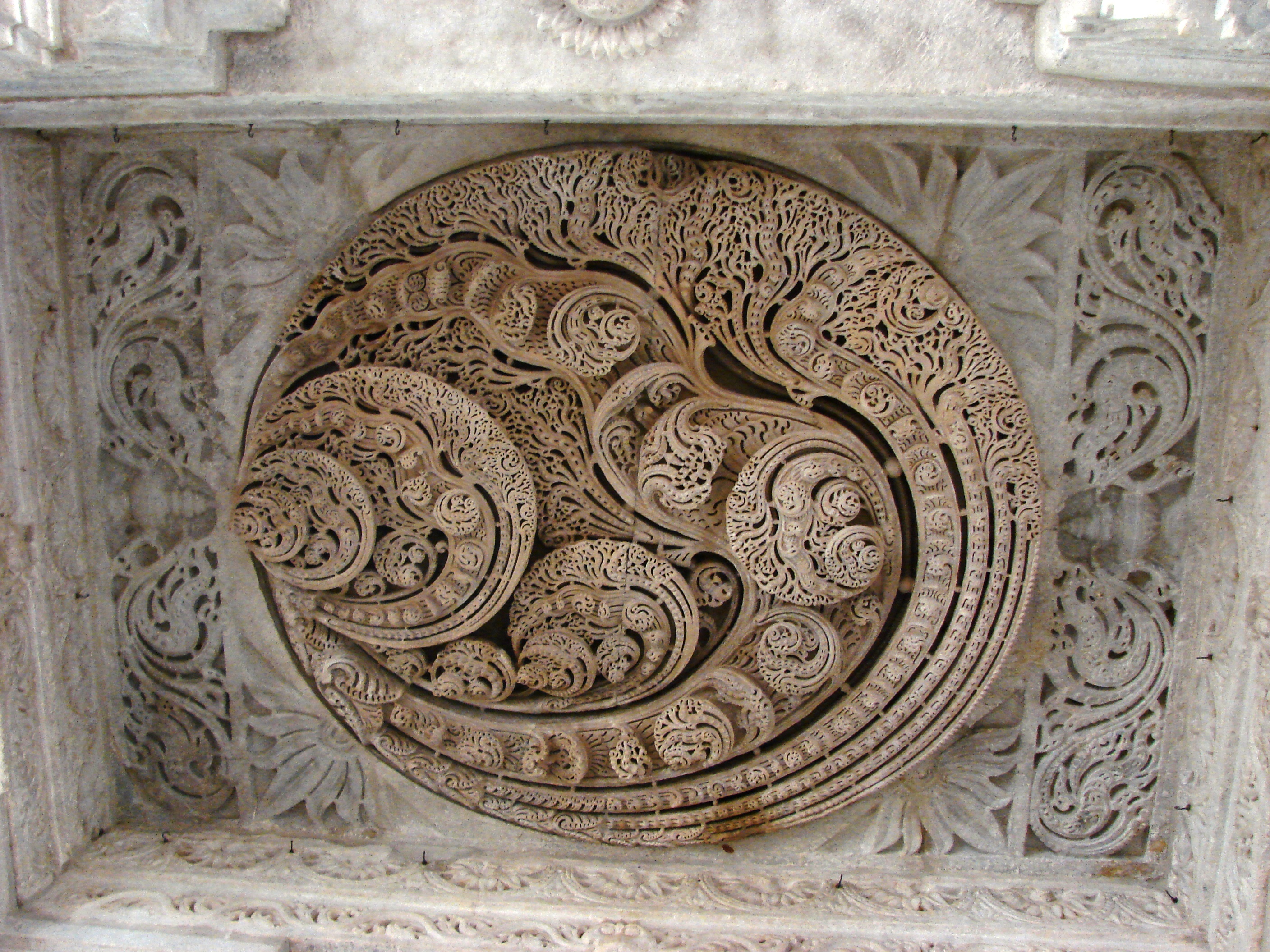
Ilustración de Kalpavriksha en el templo Dilwara Jain